# ميخائيل كيلي
ميخائيل كيلي (بالإنجليزية: Michael Kelly)‏ (و. 1969 – م) هو ممثل، وممثل تلفزيوني، وممثل أفلام، ومونتير، من الولايات المتحدة الأمريكية، ولد في فيلادلفيا، بنسيلفانيا.

## التعليم
تعلم في Brookwood High School (Georgia) ‏، وجامعة كارولينا الساحلية.

## وصلات خارجية
- ميخائيل كيلي على موقع IMDb (الإنجليزية)
- ميخائيل كيلي على موقع روتن توميتوز (الإنجليزية)
- ميخائيل كيلي على موقع ألو سيني (الفرنسية)
- ميخائيل كيلي على موقع أول موفي (الإنجليزية)
- ميخائيل كيلي على موقع قاعدة بيانات الأفلام السويدية (السويدية)
- ميخائيل كيلي على موقع إن إن دي بي (الإنجليزية)
- ميخائيل كيلي على موقع قاعدة بيانات الفيلم (الإنجليزية)
- ميخائيل كيلي على موقع كينوبويسك (الروسية)
- ميخائيل كيلي على موقع كينوبويسك (الروسية)